# Su Bingtian
Su Bingtian (em chinês:  苏炳添; Guzhen, 29 de agosto de 1989) é um velocista chinês que compete em provas de 100 metros rasos. Representou a China em três edições de Jogos Olímpicos, conquistando a medalha de bronze com a equipe de revezamento 4×100 metros em Tóquio 2020. Até 2024, ele era o único velocista de ascendência não-africana a correr os 100 m abaixo de 9,90 e 9,85 segundos, e o primeiro velocista nascido na Ásia a quebrar a barreira dos 10 segundos.

## Carreira
Su começou a representar a China internacionalmente em 2009 e logo após os jogos nacionais ganhou a medalha de ouro nos 60 metros nos Jogos Asiáticos em Recinto Coberto de 2009, com um recorde pessoal de 6,65 segundos.
Em 2012, se classificou para o Campeonato Mundial em Pista Coberta de 2012, marcando sua primeira participação nessa competição onde alcançou a semifinal dos 60 metros. Mais tarde naquele ano, também se tornou semifinalista dos 100 m nos Jogos Olímpicos de Verão de 2012, em Londres.
Nas Olimpíadas do Rio, em 2016, integrou o quarteto chinês de revezamento 4×100 metros ao lado de Tang Xingqiang, Xie Zhenye e Zhang Peimeng. A equipe estabeleceu o recorde asiático de 37,82 segundos na qualificação, mas na bateria seguinte o mesmo recorde foi quebrado pelo Japão, com o tempo se mantendo apenas como recorde chinês.
Na final dos 100 m dos Jogos Olímpicos de 2020, Su fez história ao se tornar o primeiro velocista de ascendência não-africana a entrar na final olímpica da prova desde 1980. A caminho de seu recorde pessoal dos 100 m (9,83 segundos), Su correu os mais rápidos 60 metros de todos os tempos e os 60 m mais rápidos já registrados em quaisquer condições, com o tempo de 6,29 segundos. Também integrou a equipe de revezamento e, assim como em 2016, terminou em quarto lugar na final. Porém com a desclassificação da Grã-Bretanha, a China foi elevada a terceira posição, conquistando a medalha de bronze.
Antes desses feitos foi medalhista de prata no Campeonato Mundial em Pista Coberta em 2018, campeão dos 100 m nos Jogos Asiáticos do mesmo ano e medalhista de prata com o revezamento 4×100 m no mundial de 2015.